# 瓦加杜古泛非電影電視節
瓦加杜古泛非電影電視節（法語：Festival panafricain du cinéma et de la télévision de Ouagadougou，縮寫為）是在西非国家布基纳法索首都瓦加杜古舉辦的電影節，僅接受非洲電影製片者在非洲製作的電影報名。在每個奇數年的二月在瓦加杜古舉辦，開幕之夜則在8月4日體育場舉行。
提供非洲電影界人士建立關係及交流、推廣作品的機會。的目標是「作為非洲電影表達、教育和提高認知的管道，貢獻非洲電影的拓展和發展」，為非洲電影和業界人士建立市場。吸引了來自歐洲和其他地方的參加者。

## 歷史
於1969年開始，現在已經發展為國際知名並備受尊重的盛事，為非洲最大的電影節。1972年第三屆首次將影視節稱為。1972年1月7日，政府頒布法令，正式認可機構。營運總部位於布吉納法索的首都瓦加杜古，每屆的頒獎典禮亦在此舉辦。

## 獎項
最重要的獎項為耶內加獎（法語：Étalon d'or de Yennenga），一等獎為耶內加金馬獎，頒給最能展現「非洲現實」的電影。奧馬魯·甘達獎頒給最佳處女作；保罗·罗伯逊獎頒給非裔導演的最佳影片。

## 外部連結
- 官方网站
- Fespaco IMDB （页面存档备份，存于）
- 印第安納大學布盧明頓黑人電影中心/檔案館的 FESPACO 存檔 （页面存档备份，存于）